# Erika Richter (Tischtennisspielerin)

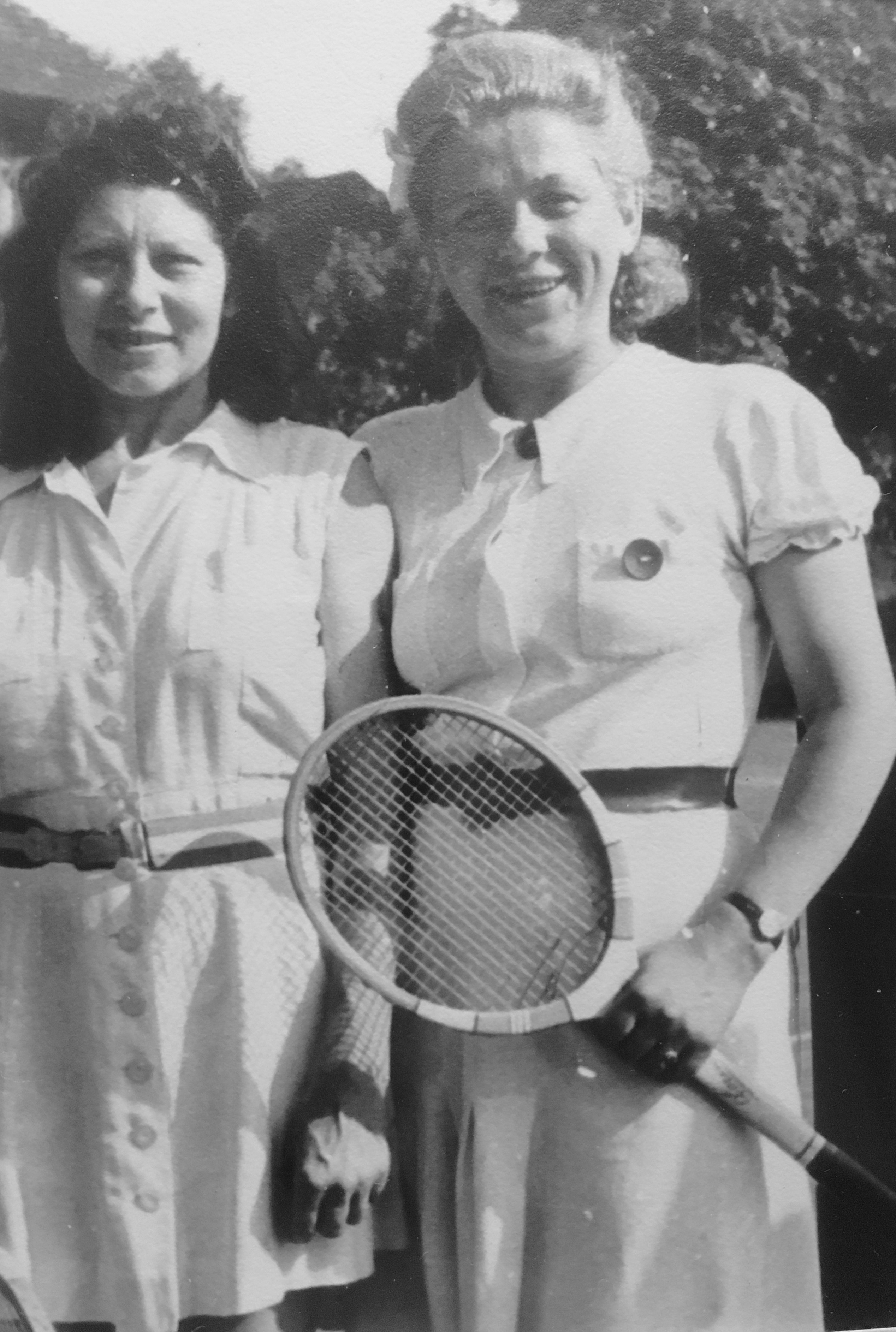
Erika Richter (rechts) beim Tennis

Erika Rosalinde Richter  geb. Schirok (* 14. Mai 1913 in Berlin; † 30. November 2000 ebenda) war eine erfolgreiche deutsche Tischtennisspielerin. Sie gewann viermal die Deutsche Einzelmeisterschaft im Doppel.
Erika Richter ist nicht verwandt mit der Hamburger Tischtennisspielerin Richter-Schwerdfeger, welche 1925 die Internationalen Deutschen Meisterschaften gewann.

## Nationale Karriere
Zunächst spielte Erika Richter Tennis im Arbeitersportverein. 1931 gewann sie die Meisterschaft von Leipzig. Anfang der 1940er Jahre gehörte sie zu den 10 besten Tennisspielerinnen in Berlin. 1984 beendete sie aus gesundheitlichen Gründen ihre Tennisaktivitäten.
1930 begann sie parallel mit dem Tischtennissport in Berlin-Treptow beim Verein Tischtennis-Union. In der Folge machte sie durch lokale Erfolge auf sich aufmerksam. Dreimal wurde sie Berliner Meisterin im Einzel (1943, 1946, 1948), siebenmal im Doppel und viermal im Mixed. Bei den Deutschen Meisterschaften siegte sie viermal im Doppel, zweimal war sie Vizemeisterin im Einzel.
Als die Firma Osram ihrem Ehemann eine Anstellung versprach, wenn sie für den Verein BSG Osram Berlin spiele, wechselte sie zu diesem Firmenverein. Mit Osram wurde sie von 1936 bis 1938 dreimal Deutscher Mannschaftsmeister.
Nach dem Zweiten Weltkrieg wechselte Erika Richter zunächst zum Verein Kommunalgruppe Schöneberg, später zum BTTC Grün-Weiß Berlin und im Jahre 1949 zum TTC Blau-Gold Berlin. Mit Blau-Gold erreichte sie bei den Deutschen Mannschaftsmeisterschaften dreimal Platz zwei und dreimal Platz drei.
Von 1948 bis 1950 belegte sie den dritten Platz in der deutschen Rangliste.

## Privat
1932 heiratete Erika Schirok den Tennisspieler Willi Richter. Nach dem Zweiten Weltkrieg nahm sie die beiden Söhne ihrer verstorbenen Schwester zu sich.

## Erfolge

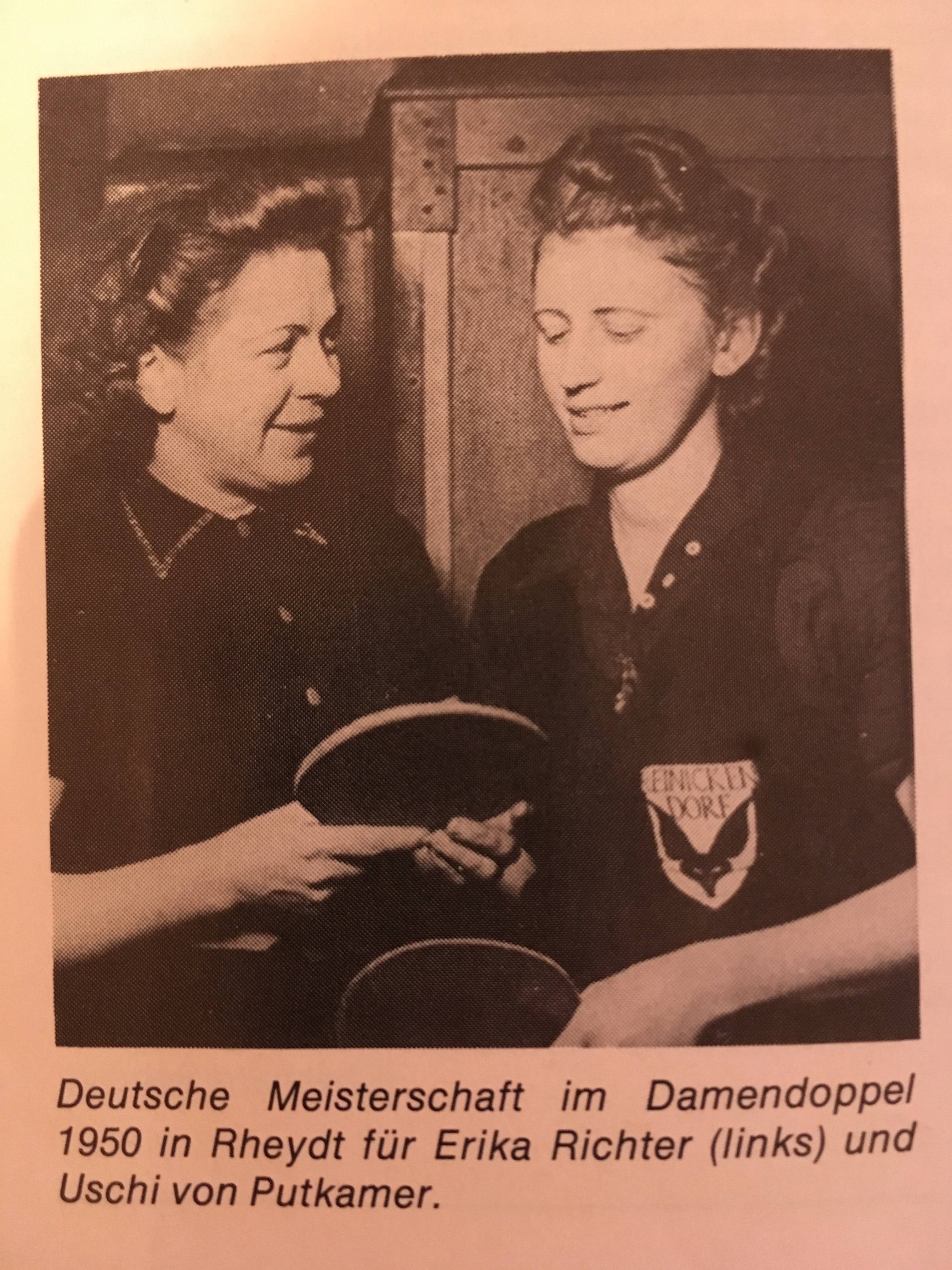
Erika Richter (links) mit Uschi Janke- von Puttkamer

- Nationale deutsche Meisterschaften
  - 1940 in Baden bei Wien: 4. Platz Doppel (mit Annemarie Schulz)
  - 1941 in Dresden:  4. Platz Einzel, 2. Platz Doppel (mit Annemarie Schulz)
  - 1942 in Dresden:  2. Platz Einzel, 2. Platz Doppel (mit Uschi Janke)
  - 1943 in Breslau:  3. Platz Einzel, 1. Platz Doppel (mit Uschi Janke)
  - 1944 in Breslau:  3. Platz Einzel, 1. Platz Doppel (mit Uschi Janke)
  - 1948 in Göttingen: 3. Platz Einzel, 1. Platz Doppel (mit Isolde Thormeyer)
  - 1950 in Rheydt:   2. Platz Einzel, 1. Platz Doppel (mit Uschi Janke- von Puttkamer)
  - 1952 in Berlin:   3. Platz Mixed (mit Götz Meschede)

- Deutsche Mannschaftsmeisterschaften mit BSG Osram Berlin
  - 1936 in Erfurt:            1. Platz
  - 1937 in Frankfurt am Main: 1. Platz
  - 1938 in Berlin:            1. Platz

- Deutsche Mannschaftsmeisterschaften mit TTC Blau-Gold Berlin
  - 1950 in Wuppertal:     2. Platz
  - 1951 in Eisenach:      3. Platz
  - 1952 in Leipzig:          2. Platz
  - 1953 in Wuppertal:     2. Platz
  - 1954 in Eisenach:      3. Platz
  - 1955 in Weinheim:     3. Platz
- Internationale Deutsche Meisterschaften
  - 1939 in Brandenburg an der Havel: 3. Platz Doppel (mit Annemarie Schulz)

- Gaumeisterschaften mit Brandenburg
  - 1935 in Stettin:       1. Platz
  - 1936 in Gelsenkirchen: 1. Platz

- Seniorenturniere
  - 1984 in Bad Schwartau: Deutsche Meisterschaft Ü60: 2. Platz Doppel (mit Änne Butzke [1923–2019], Bremerhaven)[3][4][5]

- Als Mitglied des Polizei SV Berlin mehrfache Berliner Seniorenmeisterin.

- Vereine
  - bis 1945 BSG Osram Berlin
  - Kommunalgruppe Schöneberg [Berlin]
  - BTTC Grün-Weiß Berlin
  - 1949–1959 TTC Blau-Gold Berlin
  - 1960–2000 Polizei SV Berlin